# Cerkev sv. Roka, Piran
Cerkev sv. Roka je ena izmed cerkva v Piranu. Stoji na Trgu bratstva, ki je znan tudi kot Rokov trg. Cerkev naj bi nastala v 17. stoletju. Posvečena je svetemu Roku, ki je potem, ko je na svoji poti v Rim pomagal ljudem, zbolelim za kugo, še sam zbolel in postal priprošnjik pred kužnimi boleznimi. V zvoniku je en zvon.